# Maglód
Maglód je město v Maďarsku v Pešťské župě v okresu Vecsés. Leží východně od Budapešti.
Má rozlohu 22,37 km² a v roce 2013 zde žilo 11 753 obyvatel. Z nich se 98 % hlásí k maďarské, 1,5 % k slovenské a 0,5 % obyvatel k ostatním národnostem.

## Historie
Poprvé bylo jméno Maglód uváděno kolem roku 1200 v Anonymově Gesta Hungarorum. Během turecké okupace a Rákócziho povstání byl Maglód zcela opuštěn; po roce 1710 byla znovu dosídlen, především Slováky z Nógrádu (Novohradu). V 18. století patřil rodinám Fáyů a Rádayů. Ve 20. století se začal Maglód dynamicky rozvíjet, přicházeli nový obyvatelé a stavěli nové domy. Na mapách třetího vojenského mapování je zaznamenána podoba obce před koncem 19. století, včetně evangelického kostela s hřbitovem, původního středu Maglódu, ale i železniční trati.
V roce 1882 zde bylo otevřeno nádraží na železniční trati z Budapešti do Szolnoku. Ve 20. století rozvoj Maglódu určovala především suburbanizace nedaleké Budapešti. Vznikly dvě rozsáhlé oblasti, Krisztinatelep a Klenovatelep. Sídlo tak zcela změnilo svůj charakter; původní vesnice, která se táhla severo-jižním směrem (dnes označovaná jako Stará ves/Ófalu) se změnila na přímestské sídlo, kde většina obyvatelstva gravituje k západo-východní hlavní silnici. Střed města se přesunul více na východ k prostoru nové radnice a školy. 
Dne 1. července 2007 získal statut města. Od roku 2008 má město dálniční spojení díky dálnici M0, obchvatu Budapešti.

## Zajímavost
V Maglódu se poprvé setkali rodiče Sándora Petőfiho, Aleksandar Petrović a Mária Hrúzová.
V Maglódu stojí sídlo rodu Wodianerů. Po nich je také pojmenovaná jedna z hlavních ulic. Stojí zde také evangelický kostel a svatostánek reformované církve.
Město má také vlastní knihovnu.

## Doprava
Západně od Maglódu probíhá budapešťský městský okruh. Jižně od něj vede také železniční trať, v Maglódu stojí jediné nádraží.

## Partnerská města
- Lueta, Rumunsko
- Mýtne Ludany, Slovensko

## Galerie

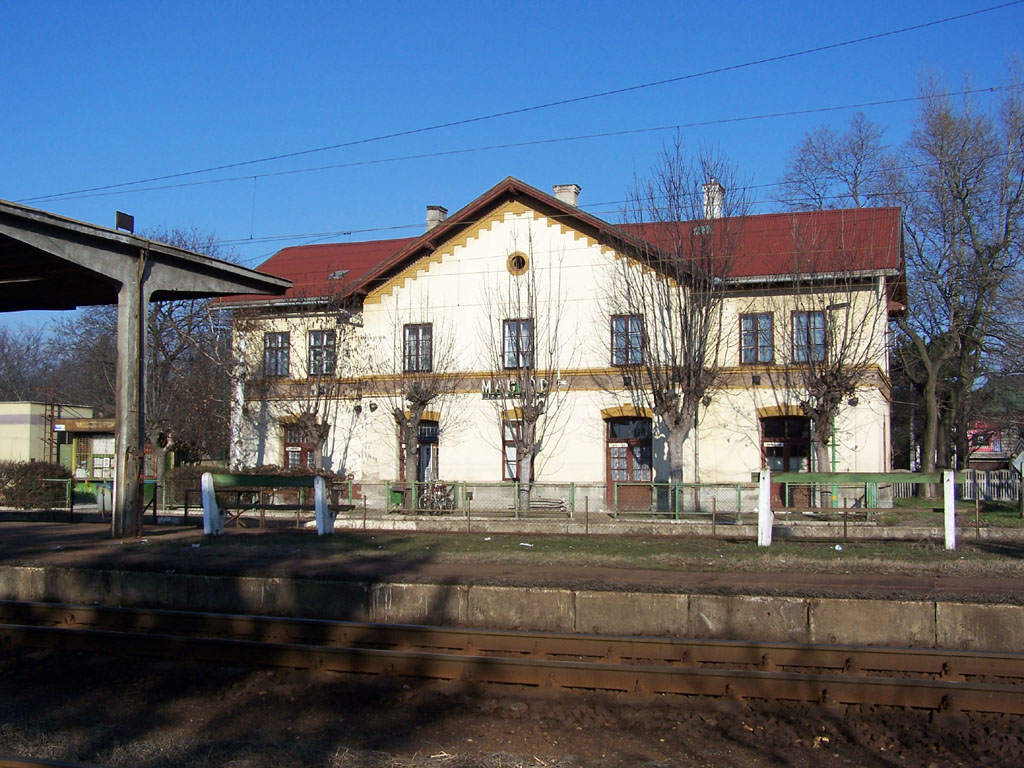
Vlakové nádraží
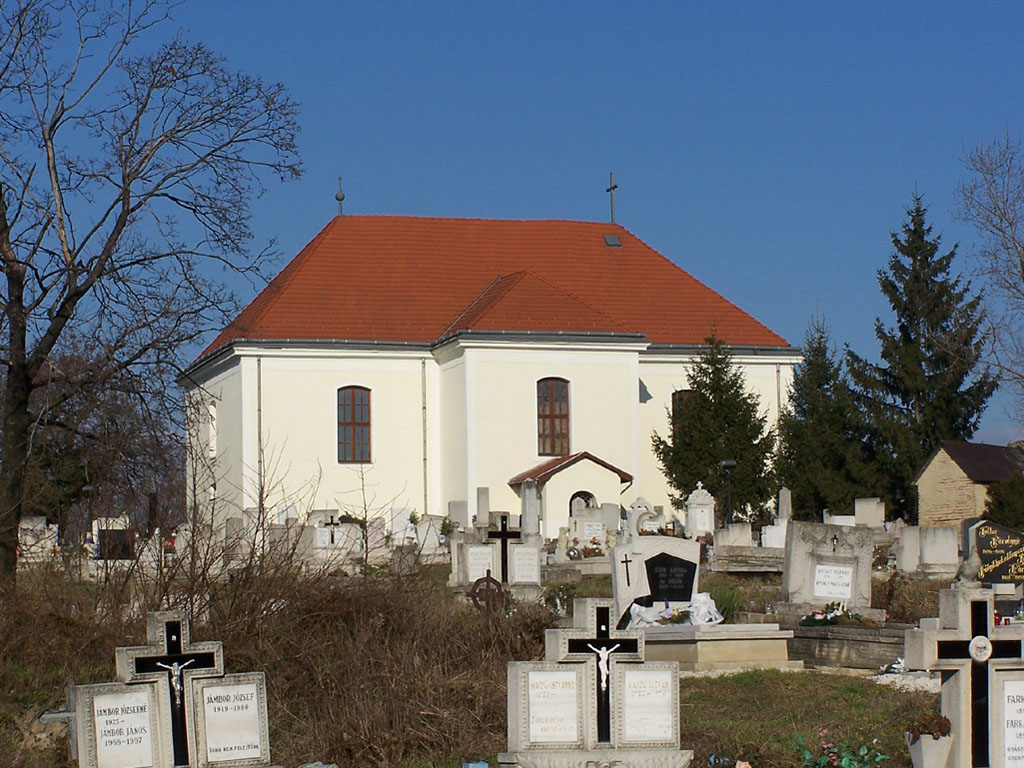
Evangelický kostel